# 태고사 (경기도)
태고사(太古寺)는 북한산성 안에 위치하는 절이다. 고려 시대 말 공민왕 때 원증국사(圓證國師) 보우(普愚)에 의해 창건되었던 것이 고려 멸망 이후 거의 폐허가 되었는데, 조선 숙종 37년(1711년) 북한산성 축성 이후 산성의 수비를 위해 승려 성능(聖能)이 131칸의 규모로 중창했다. 6.25전쟁 때 소실되었으나 다시 중건되었다.

## 개요
고려 말기의 대표적인 선승이자 왕사·국사를 지낸 태고 보우가 창건한 사찰이다. 
보우는 중흥사를 중창하고 그 동편에 암자를 지어 5년간 머물렀는데, 이 암자가 바로 지금의 태고사이다. 고려 멸망 이후 거의 폐허가 되었으나, 북한산성 축조와 함께 승병이 주둔하는 승영사찰로 1713년에 중창되었다. 이 절을 중창한 성능대사가 지은 북한지에는 "태고사의 규모는 131칸에 이르며, 경내에는 서적 출판용 목판 5700여매와 활자 11두, 화약용 흑탄 1,600여 석을 비축하였다"고 전한다. 
현재 태고사에는 지정문화재로 보우의 행적을 기록한 원증국사탑비와 그의 사리탑인 원증국사탑이 있으며, 비지정문화재로 조선 후기 양식의 사리탑이 다수 남아 있다. 그리고 지금을 없어졌지만 1910년대까지 경내에 오층석탑이 남아 있었고, 서산대사 휴정이 지은 시를 새긴 현액과 영조가 직접 쓴 현액이 걸려 있었다고 전한다.

## 태고사원증국사탑
태고사원증국사탑(太古寺圓證國師塔)는 고려 말의 승려인 원증국사 보우(普遇, 1301~1382)의 사리탑이다. 태고사 북쪽 봉우리 중턱에 위치하고 있으며 도굴로 인해 쓰러져 있었는데 1980년 10월에 복원하였다. 
부도는 2단의 널찍한 축단 중앙에 건조되어 있으며 탑신은 전체적으로 원형이지만 상부는 매우 좁은 편이다. 
하대석은 방형으로 각 면에는 3구씩의 장방형 액을 새겼으며, 상면에는 연화문을 받침대를 조성하였다. 8각의 옥개석은 모서리의 전각마다 귀꽃이 장식되어 있는데, 그 사이에는 장막을 돌린 시문(施文)이 고려 시대 특유의 수법을 그대로 보여주고 있다. 전체적으로 고려 시대 후기의 솜씨를 보여준다. 최근 비슷한 형식의 부도탑을 그 앞에 세워놓았다.

## 태고사원증국사탑비
태고사원증국사탑비(太古寺圓證國師塔碑)는 고려 말의 승려인 원증국사 보우의 부도탑비로서 대사의 출생부터 입적에 이르기까지의 내력을 적은 것이다. 비각은 돌기둥만 남아있던 것을 1979년에 복원해서 현재 법당 우측에 목조와 화강암의 비각을 세워 보존하고 있다.
널찍한 정방형의 地臺石 위에 귀부를 안치하고, 그 위에 비신을 세웠으며 꼭대기에 이수를 놓은 통일신라시대 이래 고려 시대까지 유행된 일반적인 탑비형식을 갖추고 있다. 비신은 장방형으로 앞면에 본문을 새겼고, 앞면 윗부분에 '圓證國師塔銘'라고 글이 새겨져 있다.